# Strzelecka Brygada Obrony Narodowej
Strzelecka Brygada Obrony Narodowej – brygada Obrony Narodowej Wojska Polskiego II Rzeczypospolitej.
27 kwietnia 1939 Departament Piechoty Ministerstwa Spraw Wojskowych wydał rozkaz o utworzeniu nowych brygad Obrony Narodowej oraz o zorganizowaniu nowych jednostek w istniejących brygadach ON. Zgodnie z tym rozkazem zamierzano sformować sześć batalionów strzeleckich ON. Wiosną 1939, w pierwszej fazie, zorganizować miano trzy bataliony:
- I Strzelecki batalion ON w Kielcach przy 4 pułku piechoty Legionów,
- II Strzelecki batalion ON w Lublinie przy 8 pułku piechoty Legionów,
- III Strzelecki batalion ON w Łodzi przy 28 pułku Strzelców Kaniowskich.

Organizację pododdziałów przeprowadzić mieli dowódcy: Podkarpackiej Brygady ON (1 batalion) i Wołyńskiej Półbrygady ON (2 batalion). Żołnierze mieli być rekrutowani do tych batalionów wyłącznie spośród zarejestrowanych członków Związku Strzeleckiego.
Etat batalionu przewidywał dwóch oficerów służby stałej i czterech podoficerów zawodowych oraz 71 podoficerów rezerwy i 458 szeregowców. Mimo wydania wiążącego rozkazu formowanie strzeleckich batalionów ON odłożono w czasie.
29 sierpnia 1939 Biuro do Spraw Jednostek Obrony Narodowej wydało rozkaz wykonawczy w sprawie organizacji 1, 2 i 3 Strzeleckich batalionów Obrony Narodowej. Wymienione pododdziały tworzyć miały Strzelecką Brygadę ON z miejscem postoju dowództwa w Warszawie. Bataliony miały zostać zorganizowane na zasadach określonych w kwietniu tego roku. Na stanowisko dowódcy brygady został wyznaczony ppłk piech. Stefan Leukos-Kowalski.
Kazimierz Pindel w swojej monografii o Obronie Narodowej, opierając się na relacji p. Leonarda Zielińskiego, podał, że 3 Strzelecki batalion ON w Łodzi został sformowany i był wykorzystywany do pełnienia służby wartowniczej, a po wycofaniu z miasta uległ rozproszeniu.